# Phylloscartes
Phylloscartes (Looftirannen) is een geslacht van zangvogels uit de familie tirannen (Tyrannidae).

## Soorten
Het geslacht kent de volgende soorten:
- Phylloscartes beckeri – Bahialooftiran
- Phylloscartes ceciliae – Langstaartlooftiran
- Phylloscartes flaviventris – Geelbuiklooftiran
- Phylloscartes flavovirens – Panamese looftiran
- Phylloscartes gualaquizae – Ecuadorlooftiran
- Phylloscartes kronei – Restingalooftiran
- Phylloscartes nigrifrons – Zwartvoorhoofdlooftiran
- Phylloscartes oustaleti – Oustalets looftiran
- Phylloscartes parkeri – Parkers looftiran
- Phylloscartes roquettei – Minas Geraislooftiran
- Phylloscartes superciliaris – Roodbrauwlooftiran
- Phylloscartes sylviolus – Bruinringlooftiran
- Phylloscartes ventralis – Vlekwanglooftiran
- Phylloscartes virescens – Surinaamse looftiran